# Station Pierrelatte
Station Pierrelatte is een spoorwegstation in de Franse gemeente Pierrelatte.
In 1854 werd het spoorwegstation geopend op de lijn Lyon-Avignon. In 1897 kwam er ook een spoorverbinding naar Nyons.